# Nun
Nun (v překladu „Nehybné vodstvo“, původně Niu nebo Nu – „Vodnatý“) je staroegyptský bůh reprezentující v mytologii prvotní pravodstvo či praoceán, který předchází jakoukoli formu existence a z níž se rodí bohové včetně boha – Stvořitele na prvním pahorku náhle se vynořené prvotní suché země (viz benben). Je základní egyptskou kosmologicko-kosmogonickou představou nacházející svůj odraz ve všech tamních mytologických tradicích. Podle shodného mínění badatelů je reflexí každoročně se opakující egyptské existenciální zkušenosti nilské záplavy a jejího opadání, kdy se při ústupu vody postupně obnažovaly první kusy suché země.

Objevuje se v Osmeru se svým ženským protějškem Naunet, kde právě představují pravodstvo.

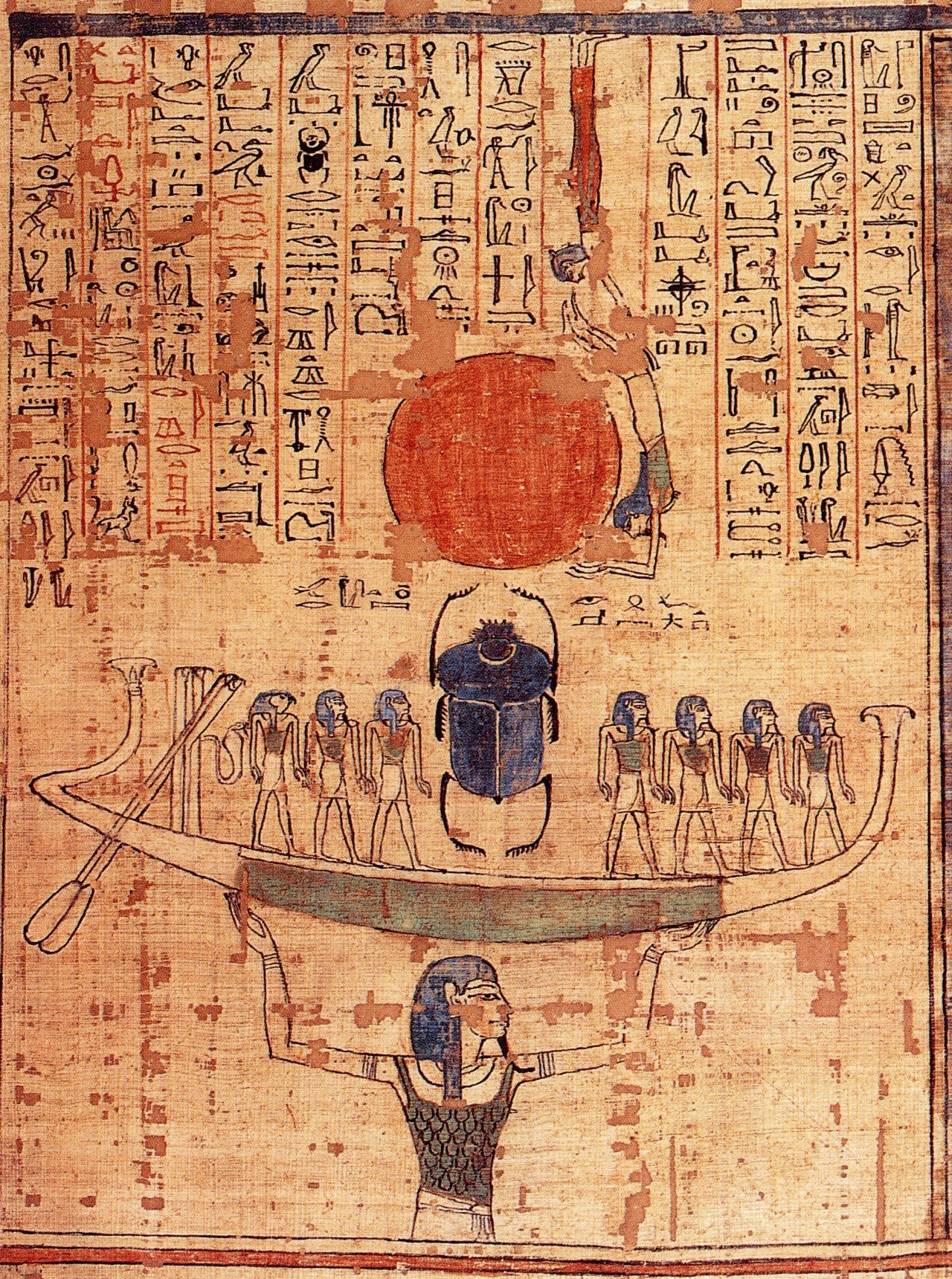
Nun drží sluneční bárku
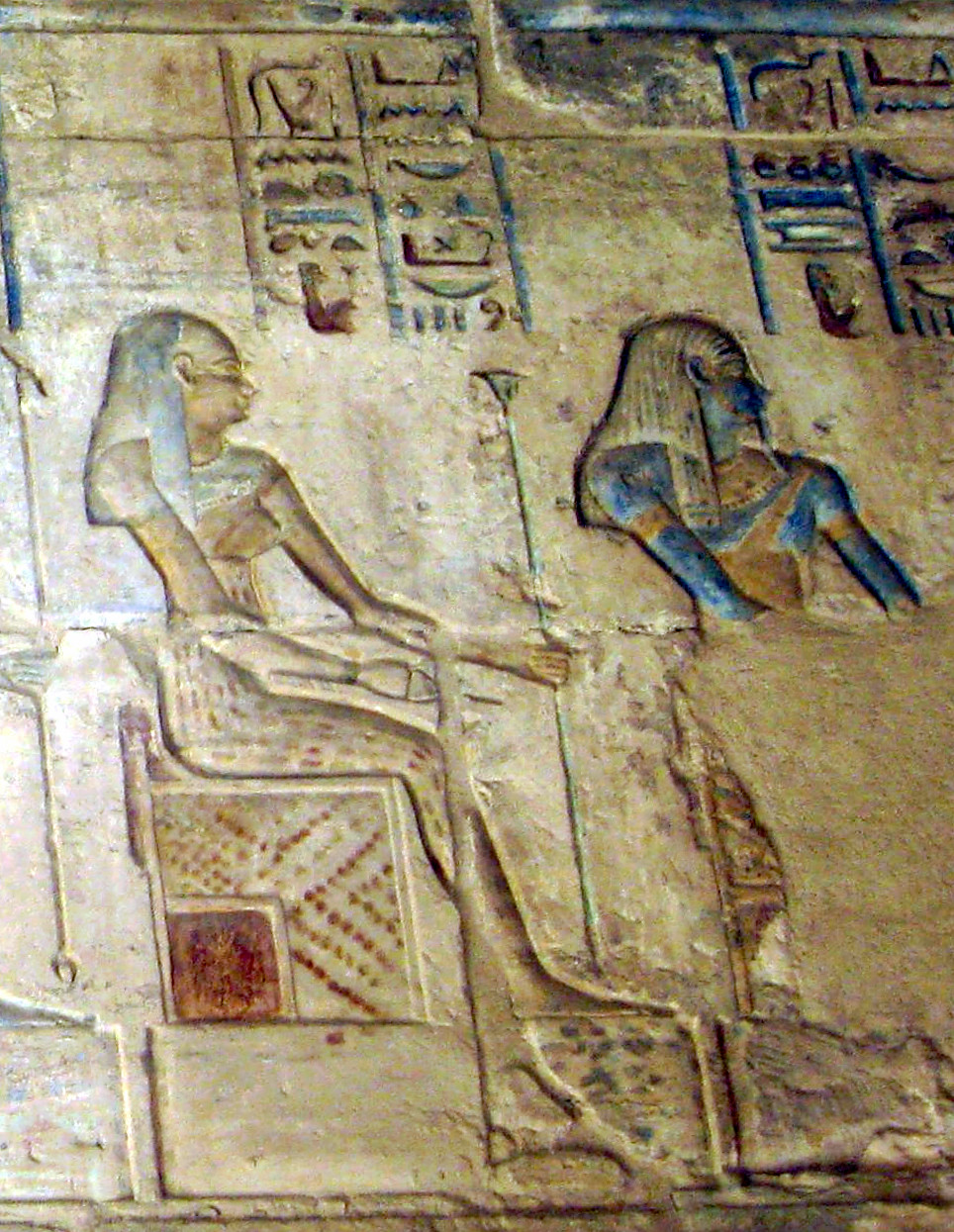
Nun a Naunet
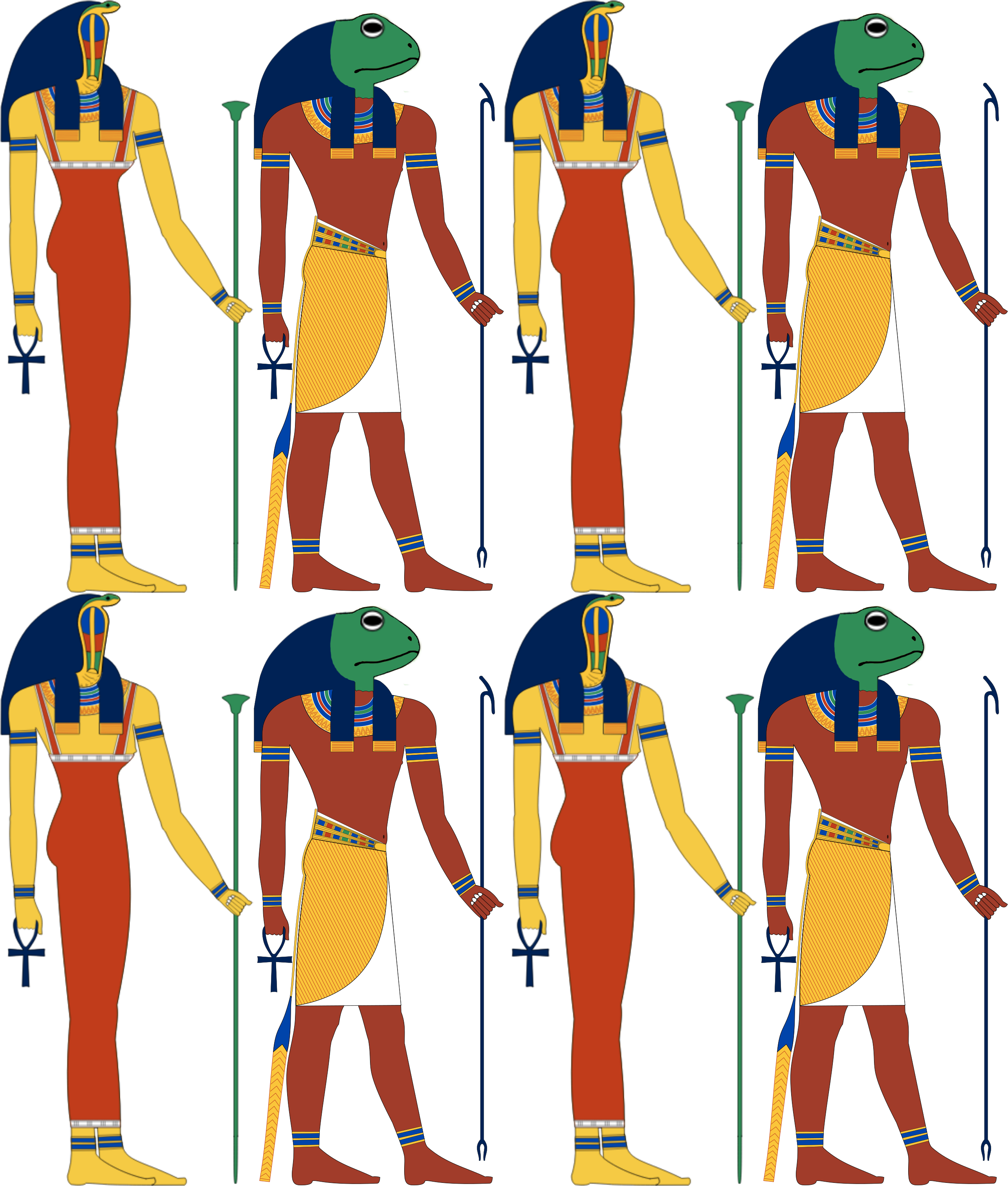
Osmero